# Barraca B-11
La barraca B-11 és una barraca de vinya situada al municipi de Subirats (Alt Penedès), a 400 m al sud de la urbanització Can Rossell.
És una construcció aixecada en pedra seca situada entre dos marges de pedra, de planta circular i forma troncocònica, de 3,00 m. de diàmetre interior i una alçada màxima de 2,30 m. Hi ha una fornícula a l'interior de la barraca, centrada a l'alçada de la porta. La construcció és de la tipologia de sostre de falsa volta, típic en aquestes edificacions (acostament de filades de pedra seca, sense cap mena de material d'unió, i amb una gran llosa per tapar el sostre). Té un cocó. Cal destacar l'obertura de la porta, molt gran pel que és habitual, i amb un marc de blocs de pedra de forma irregular i amb una llosa força prima com a llindar superior. El portal està orientat al sud, té una alçada de 144 cm, una amplada de 90 cm i un gruix de 57 cm. El sostre està cobert de terra, que reforça la unió de les pedres de la cúpula, on hi ha plantats lliris.
El codi utilitzat en la denominació d'aquesta barraca (lletra + número) procedeix d'un estudi realitzat per Araceli Soler i Jaume Rovira, que intenta sistematitzar la informació sobre aquests elements arquitectònics al terme de Subirats.